# Antelope Island State Park

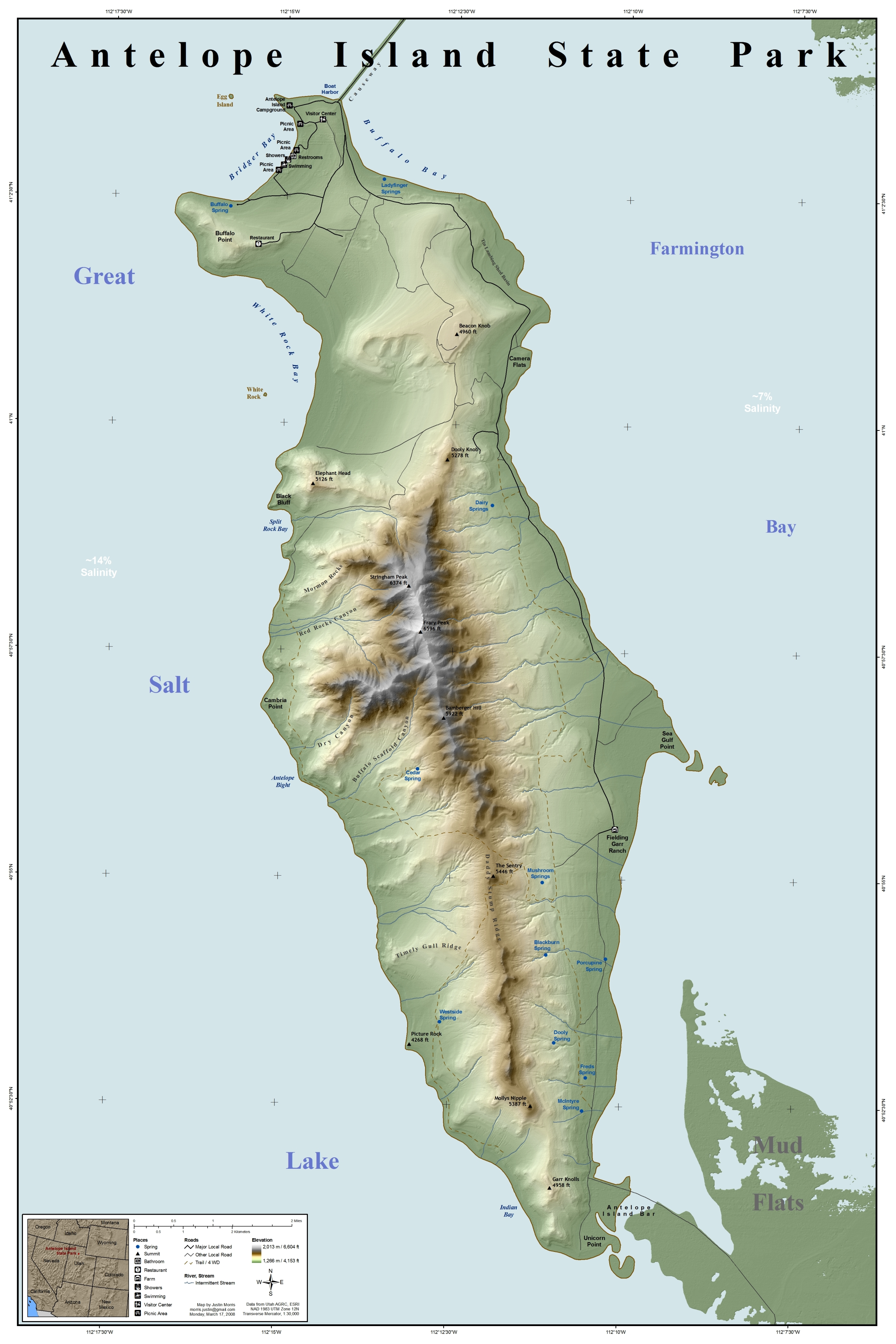
Karte des Antelope Island State Park

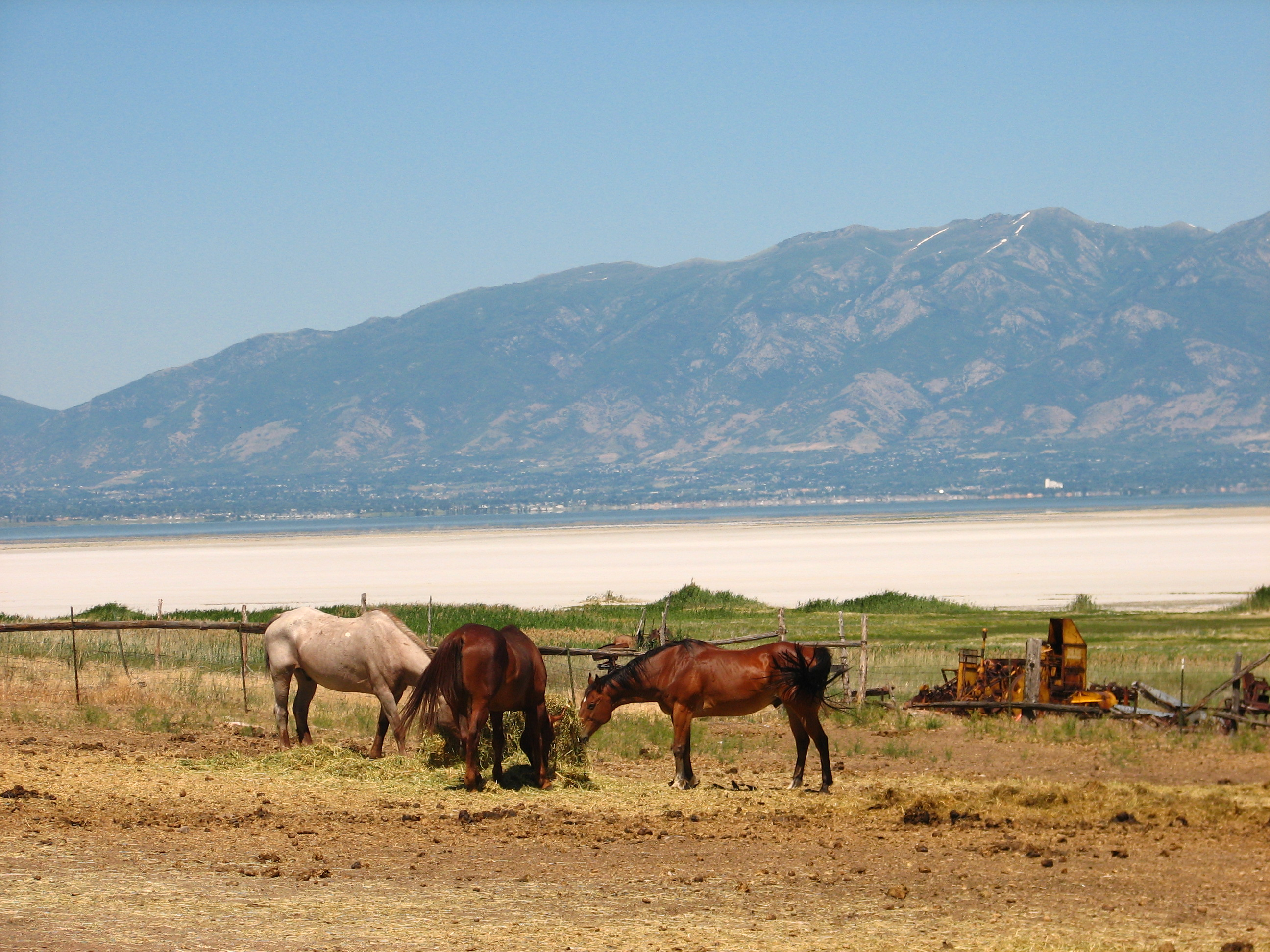
Pferde auf der Fielding Garr Ranch

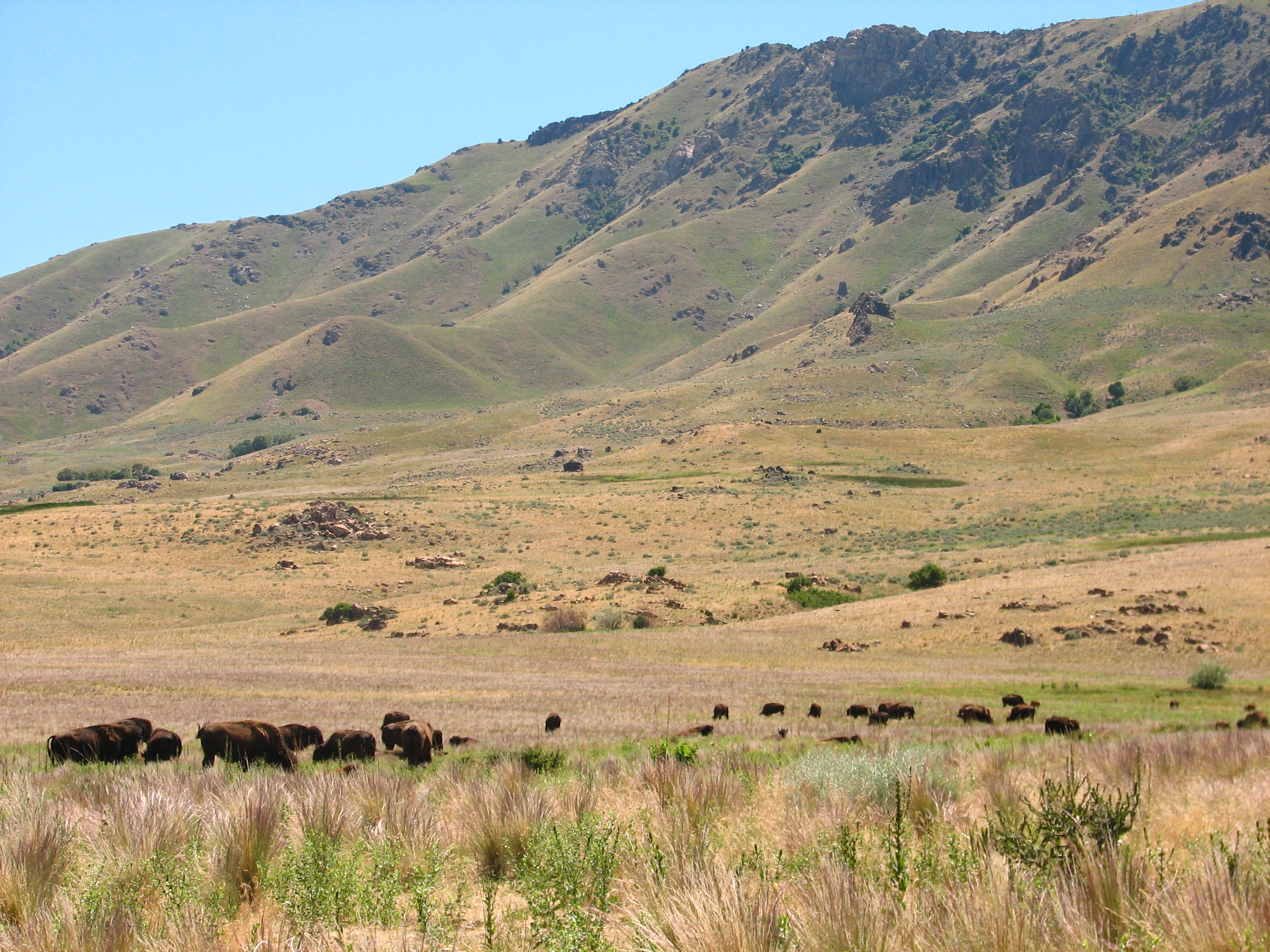
Bisonherde auf Antelope Island

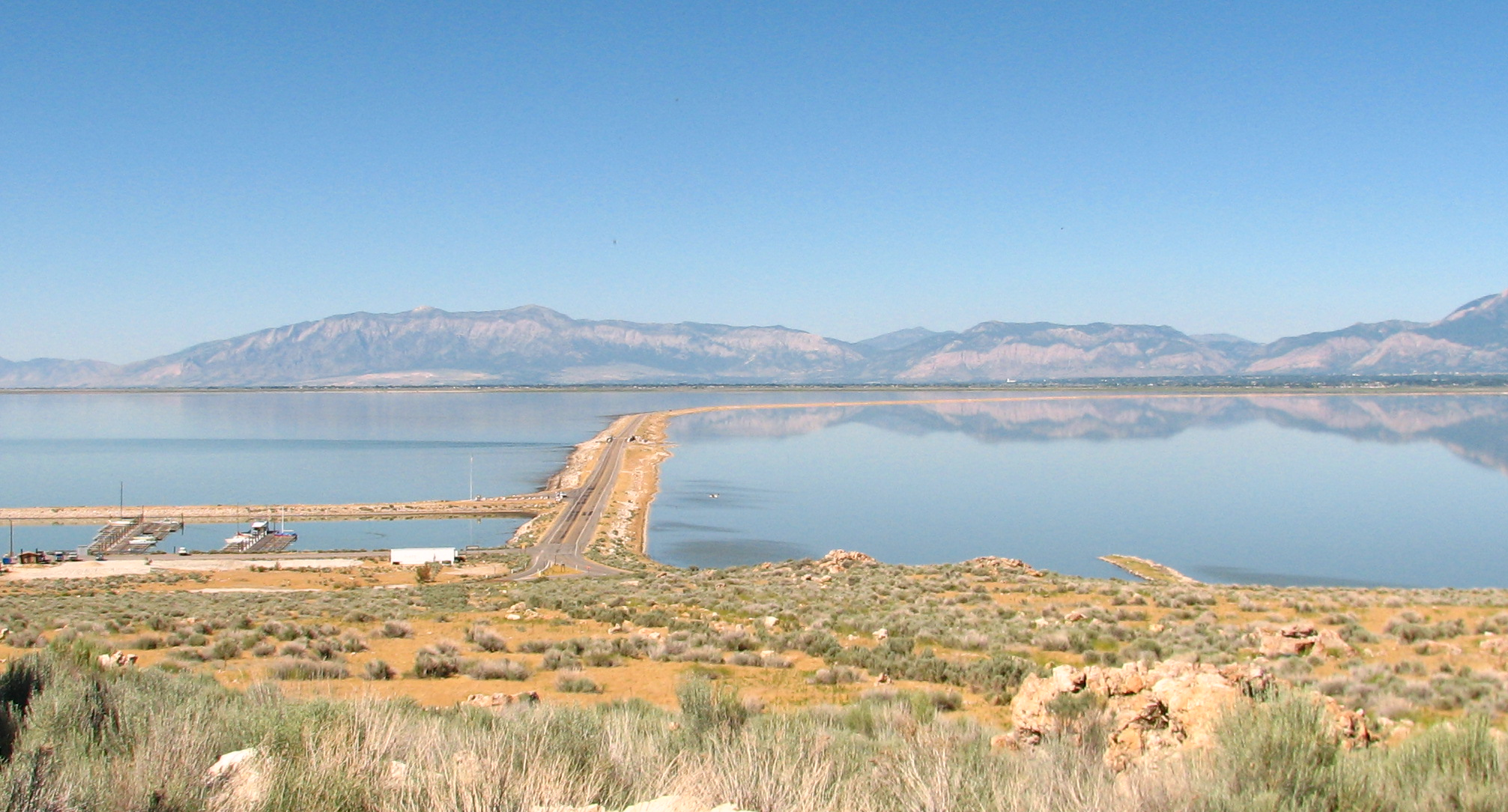
Bootshafen und Fahrdamm am Nordufer

Der Antelope Island State Park ist ein State Park im Davis County in Utah. Er befindet sich auf Antelope Island, der größten Insel im Großen Salzsee, und ist über einen befahrbaren Damm mit dem Festland in Richtung Syracuse verbunden. Die Fläche beträgt 115 km², der höchste Punkt liegt mit 2011 m am Frary Peak und die Küstenlinie etwa bei 1280 m, wobei über die Jahre Schwankungen des Seepegels um mehrere Meter vorkommen.

## Geschichte
Archäologische Funde auf der Insel deuten darauf hin, dass die Insel schon vor etwa 6000 Jahren von Menschen besucht wurde. Die ersten Zeugnisse von weißen Forschern stammen von dem Fallensteller Jim Bridger und dem Forscher Etienne Provost, die die Gegend um 1820 beschrieben, der Insel aber keinen weißen Namen gaben. Erst 1845 wagten sich die Pioniere John Charles Frémont und Kit Carson bei niedrigem Wasserstand mit ihren Pferden auf die Insel und benannten sie nach dort vorkommenden Pronghorn-Antilopen. 

„There is at this southern end of the lake a large peninsular island which the Indians informed me could at this low stage of the water be reached on horseback. Accordingly … I took with me (Kit) Carson and a few men and rode across the shallows. On the island we found grass and water and several bands of antelope. Some of these were killed, and in memory of the grateful supply of food they furnished, I gave their name to the island.“

1969 wurden die ersten 2000 acres (809 ha) im Norden der Insel wegen des Potentials als Erholungsgebiet vom Bundesstaat übernommen. 1981 wurden fast die ganze restliche Fläche erworben und Antelope Island zum State Park deklariert.  Im Jahr 2005 wurden auf der Insel jeweils 200 Pronghorn-Antilopen und Dickhornschafe, 250 Maultierhirsche und 300.000 menschliche Besucher gezählt.

## Geologie
Im nördlichen Drittel von Antelope Island sind erdgeschichtlich sehr junge Gesteine zu finden. Knapp 10.000–15.000 Jahre alt sind die Tuffablagerungen an den ehemaligen Ufern des prähistorischen Sees Lake Bonneville in der Gegend um den Buffalo Point. In den südlichen zwei Dritteln der Insel lassen sich dagegen Schichten aus dem Farmington Canyon Complex finden, die mit 2,7 Milliarden Jahren zu den ältesten des Planeten gehören und damit älter sind als die untersten Schichten des Grand Canyons. Der Lake Bonneville hat im Laufe der Jahrtausende mit seinen wechselnden Wasserständen ehemalige Küstenlinien in der Topographie hinterlassen, die auch heute noch am Elephant Head von der White Rock Bay deutlich zu sehen sind. Im Einzelnen sind das in chronologischer Reihenfolgen das Stansbury Level, das vor etwa 22.000 Jahren ein Niveau von 1351 bis 1369 m innehatte, anschließend das Bonneville Level vor 16.000 Jahren mit einem Höchststand von 1600 m, gefolgt vom Provo Level nach der Flutkatastrophe im Norden am Snake River vor 14.500 Jahren mit 1480–1490 m bis hin zum Gilbert Level vor 10.000 Jahren mit 1293–1305 m.

## Fauna
Das Artenspektrum auf der Insel und im heutigen State Park ist spätestens seit der Errichtung der Fielding Garr Ranch deutlich vom Menschenhand beeinflusst. Ein anderer Faktor in früheren Zeiten war das zeitweise Vorhandensein von Landbrücken durch niedrigen Seepegel oder eine zugefrorene Farmington Bay. Die ersten weißen Forscher tauchten erst 1845 auf der Insel auf und schossen zwei Antilopen zum Verzehr. Im Angedenken an diese Mahlzeit gaben sie der Insel deren Namen, Antelope Island. 1930 waren die Antilopen von der Insel komplett verschwunden. Erst 1993 wurden 24 Pronghorn-Antilopen wieder auf der Insel angesiedelt. Innerhalb von zwei Jahren hatte sich diese Population nahezu verdoppelt. Da es auf der Insel auch Raubtiere wie Kojoten, Luchse und Adler gibt, wird von der Utah Division of Wildlife Resources erwartet, dass sich eine natürliche Räuber-Beute-Beziehung einstellt. Ohne diese Regulation bestünde die Gefahr von Überweidung mit allen Folgen. Die Weber State University überwacht die Populationsentwicklung im Rahmen einer Langzeitstudie.
1848 wurde die Fielding Garr Ranch errichtet und ohne Unterbrechung bis 1981 bewirtschaftet. 1849 wurde Fielding Garr von Brigham Young, dem Oberhaupt der Kirche Jesu Christi der Heiligen der Letzten Tage gefragt, ob er sich um den Viehbestand der „Tithing Herd“, dem Zehnt, kümmern könnte, weshalb die Herde denn auch bis 1871 auf der Insel war.
Am 15. Februar 1893 wurden 12 Bisons per Segelboot auf die Insel gebracht. Von 1884 bis 1972 gehörte der größte Teil der Insel einer Island Improvement Company, die Schwerpunkt der Ranch auf Rinder und Schafhaltung legte. In den 1930ern war Antelope Island die größte Schafwolleproduktion westlich des Mississippi. Inzwischen hat sich die Bisonherde auf 500–700 Exemplaren eingependelt. Diese Herdengröße ist für die Inselvegetation noch verträglich und wird künstlich reguliert. Der Grundstock der Herde von 500 Tieren paart und vermehren sich, wobei die Jungtiere zwischen März und Mai geboren werden und die Herde dann auf über 700 anwachsen lassen. Ende Oktober jeden Jahres werden die Bisons mit Pferden, Geländewagen und Hubschraubern bei einem Roundup zu einem Fanggehege getrieben. Dort werden sie untersucht, geimpft und die überzähligen Tiere werden für eine Versteigerung aussortiert.

Im März 1997 wurden einige Kalifornische Dickhornschafe eingeführt, die sich zwischenzeitlich auf insgesamt 200 Stück vermehrt haben. Durch Entnahmen aus dieser Herde konnten auch an anderen Stellen in Utah Dickhornschafe angesiedelt werden. Die Herde auf Antelope Island musste vollständig gekeult werden, nachdem sich viele Tiere mit einer tödlichen Atemwegserkrankung infiziert hatten. Es erfolgte eine erneute Besiedelung mit 25 Dickhornschafen aus der Rocky Boy’s Reservation in Montana. Die verantwortlichen Stellen hoffen durch Zäune und verstärkte Beobachtung der Tiere ein erneutes Ausbrechen der Krankheit zu verhindern.

## Flora
Bis 1847 war die Insel hauptsächlich mit Pseudoroegnaria spicata und Wüsten-Beifuß bewachsen, wie auch sonst in weiten Teilen des Großen Beckens üblich. Als Begleiterscheinung der weißen Besiedlung kamen auch entsprechende Agrartechniken in die Gegend. Dabei wurden nicht nur Nutzvieh und Saatgut eingebracht, sondern als unerwünschte Beimischung auch Arten, die in Utah inzwischen als invasive Pflanzen und oft auch schädlich eingestuft werden. Färberwaid, Acker-Kratzdistel, die Nickende Distel, Echtes Leinkraut und Dalmatiner-Leinkraut, Pfefferkraut, die Sparrige Flockenblume und Centaurea maculosa werden als schädlich eingestuft. Während Dach-Trespe, Gewöhnliche Hundszunge, Schmalblättrige Ölweide, Kleine Klette, eine Tamarisken-Art und Schaben-Königskerze als invasive Pflanzen bewertet werden.
Weitere krautige Pflanzenarten sind Sphaeralcea coccinea, Chorispora tenella, Sand-Verbene (Abronia) und Cryptantha flava sowie Purpur-Tragant (Astragalus hypoglottis), Breithorniger Stachelmohn (Argemone platyceras), Vicia americana, Evolvulus arizonicus, Pfeilblättrige Balsamwurzel (Balsamorhiza sagittata), (Phlox longifolia), Rocky-Mountain-Schwertlilie (Iris missouriensis), Castilleja angustifolia, Carduus undulatus, Echte Winterkresse (Barbarea vulgaris).
Die rund 150 Jahre andauernde Viehhaltung haben stellenweise zu Überweidung geführt. Der Baumbestand auf der Insel ist gering, vereinzelt kommt die Fremont-Pappel Populus fremontii vor, Baumreihen entlang einiger Bäche und ein kleines, parkartig aufgelockertes Wäldchen bei der Fielding Garr Ranch gehören zu den Ausnahmen.
Insgesamt sind mehrere unterschiedliche Pflanzengesellschaften auf der Insel vorhanden:
- „Saline Marsh“ sind die Salzpflanzen-Vegetation des salzhaltigen Schwemmlandes und der Salzwiesen.
- „Salt Desert Shrub“ beschreibt die Salzsträucher in ariden Bereichen mit unregelmäßiger Wasserzufuhr.
- „Fire Modified Mixed Grass“ vergesellschaftet Gräser und krautige Pflanzen auf trockenen sandigen Böden, die sich an wiederkehrende Brände angepasst haben, die z. B. durch Blitzeinschläge ausgelöst werden.
- „Wüsten-Beifuß-Gesellschaften“, die auch in allen Bereichen des großen Beckens weit verbreitet sind.
- „Wacholder-Gesellschaften“ mit Rocky-Mountain-Wacholder, Utah-Wacholder, Gambeleiche und indianisches Reisgras
- „Mixed Mountain Brush“
- „Riparian“ umfasst die feuchtigkeitsliebenden Pflanzen der Uferzonen, wobei auf Antelope Island noch nach Höhenlagen differenziert werden kann.[8]

## Infrastruktur
Im Norden der Insel liegt neben dem 11,6 km langen Fahrdamm zum Festland ein kleiner Bootshafen mit zwei Anlegestegen. Für die Besucher des State Parks gibt es ein Visitor Center mit einer naturgeschichtlichen Ausstellung und zwei Campingplätze für maximal 14 Nächte. Die ausgedehnten Wegenetze für Wanderer und Mountainbiker führen zu Stränden der Buffalo Bay, der Bridger Bay oder der White Rock Bay, und zu Aussichtspunkten wie dem Egg Island Overlook, dem 1458 m hoch gelegenen Buffalo Point oder etwas weiter weg und höher gelegenem Elephant Head mit 1590 m Höhe, dem Stringham Peak mit 1943 m und dem Frary Peak. An den Stränden der Bridger Bay befinden sich Picknickplätze und Duschgelegenheiten für die Badegäste.
Der Antelope Island State Park betreibt eine Highway Advisory Radio Station, die auf Mittelwelle mit einer Frequenz von 530 kHz und 10 Watt Sendeleistung im Umkreis von etwa 50 km sendet. Dieser Sender versorgt Reisende und interessierte Anwohner von Salt Lake City und Ogden mit grundlegenden Informationen über den State Park und künftige Veranstaltungen. Der Sendemast steht am Verbindungsdamm auf der Höhe des Mile Marker 3.

## Verweise
1. 1 2  Kurzbeschreibung auf www.stateparks.utah.gov. Abgerufen am 14. Januar 2021.
2. ↑  Antelope Island Rounds Up Its Resident Roamers, ksl.com
3. ↑  Anteloge Island State Park - Broschüre (Memento vom 22. Januar 2010 im Internet Archive)
4. ↑  Geologic map of Antelope Island, Davis County, Utah (Memento vom 25. März 2009 im Internet Archive)
5. ↑  Antelope Island Near Slat Lake City: Utah’s Most Scenic State Park, apassionandapassport.com
6. ↑  Dickhornschafe. Abgerufen am 15. Januar 2021.
7. ↑  Flowers from Antelope Island (Memento vom 2. Dezember 2010 im Internet Archive)
8. ↑  Weber State University - Department of Botany: Antelope Island Field Trip
9. ↑  State Parks. Amerikas „Kleine Nationalparks“ (= Der National Geographic Traveler). G+J/RBA, Hamburg 2008, ISBN 978-3-86690-064-6, S. 294 ff.
10. ↑  Local Travelers’ Information Stations (Memento vom 22. Dezember 2004 im Internet Archive)
11. ↑  WPWA752 Traveler’s Information Station Transmitter Site (Memento des Originals vom 19. Mai 2021 im Internet Archive)  Info: Der Archivlink wurde automatisch eingesetzt und noch nicht geprüft. Bitte prüfe Original- und Archivlink gemäß Anleitung und entferne dann diesen Hinweis.